# جیمی آرمسترانگ (بازیکن فوتبال، زاده ۱۹۰۴)
جیمی آرمسترانگ (انگلیسی: Jimmy Armstrong; ۸ مارس ۱۹۰۴ – ۱۳ آوریل ۱۹۷۱) بازیکن فوتبال اهل بریتانیا بود.
از باشگاه‌هایی که در آن بازی کرده‌است می‌توان به باشگاه فوتبال واتفورد، باشگاه فوتبال کویینز پارک رنجرز، و باشگاه فوتبال لیتون اورینت اشاره کرد.